# إقليم توليارا
 توليارا  (وسابقا تولياري أو تولير) إقليم ملغاشي تبلغ مساحته 161,405 كيلومتر مربع. وبلغ عدد سكانه 2,229,550 (يوليو 2001). عاصمته توليارا. ومعنى توليارا باللغة المحلية هو «الغابة الشوكية».
تحد إقليم توليارا الأقاليم التالية:
- إقليم ماهاجانجا-الشمال
- إقليم أنتاناناريفو-شمال شرق
- إقليم فيانارانتسوا-الشرق

## التقسيمات الإدارية
| قسم إقليم توليارا إلى أربع مناطق من مدغشقر أندري، أنسي، أندريفانا أتسيمو وميناب. وأصبحت هذه المناطق الأربع تقسيمات إدارية في المستوى الأول عندما ألغيت المقاطعات في عام 2009. أنهم هم سوبديفيديد في 21 مقاطعة: - المنطقة أندري: - 2. أمبوفومبي-أندري - 5. بيكيلي - 6. بيلوها - 21. تسيومبي - المنطقة أنسي: - 1. أمبواساري - 11. أغرقت - 18. تولانارو - المنطقة أتسيمو-أندريفانا: - 3. امبانيهي - 4. انكازوابو - 8. بينينيترا - 9. بيروروها - 10. بيتيوكي - 15. مورومبي - 17. ساكارا - 19. توليارا الثانية - 20. توليارا مي - المنطقة ميناب: - 7. تسيريبيهينا بيلوني - 12. الذي - 13. مانجا - 14. مياندريفازو - 16. موروندافا |